# Rubus prolongatus
Rubus prolongatus är en rosväxtart som beskrevs av Jean Nicolas Boulay, Amp; Letendre och Coste. Rubus prolongatus ingår i släktet rubusar, och familjen rosväxter. Inga underarter finns listade i Catalogue of Life.